# Copa da Liga Japonesa
A Copa da Liga Japonesa (Jリーグカップ, J Rīgu Kappu) é uma competição de futebol disputada no Japão que levou o nome de J.League Yamazaki Nabisco Cup (Jリーグヤマザキナビスコカップ, (J Rīgu Yamazaki Nabisuko Kappu)) durante mais de uma década. desde 2016 e concebido a Yamazaki e agora e concebido a Copa YBC Levain J. League (JリーグYBCルヴァンカップ, J Rīgu YBC Ruvan Kappu) ou Copa Levain (ルヴァンカップ, Ruvan Kappu)
É a menos tradicional das três grandes competições japonesas de futebol, atrás do Campeonato Japonês e da Copa do Imperador. Ganhou maior projeção devido seu representante participar de um torneio intercontinental contra o campeão da Copa Sul-Americana, chamado de Copa Suruga Bank. Antes, participava do extinto Campeonato Pan-Pacífico, que era realizado nos Estados Unidos. Na Copa da Liga participam os clubes da J-League, sendo que os que participam da Liga dos Campeões da AFC entram no torneio diretamente nas quartas de final.

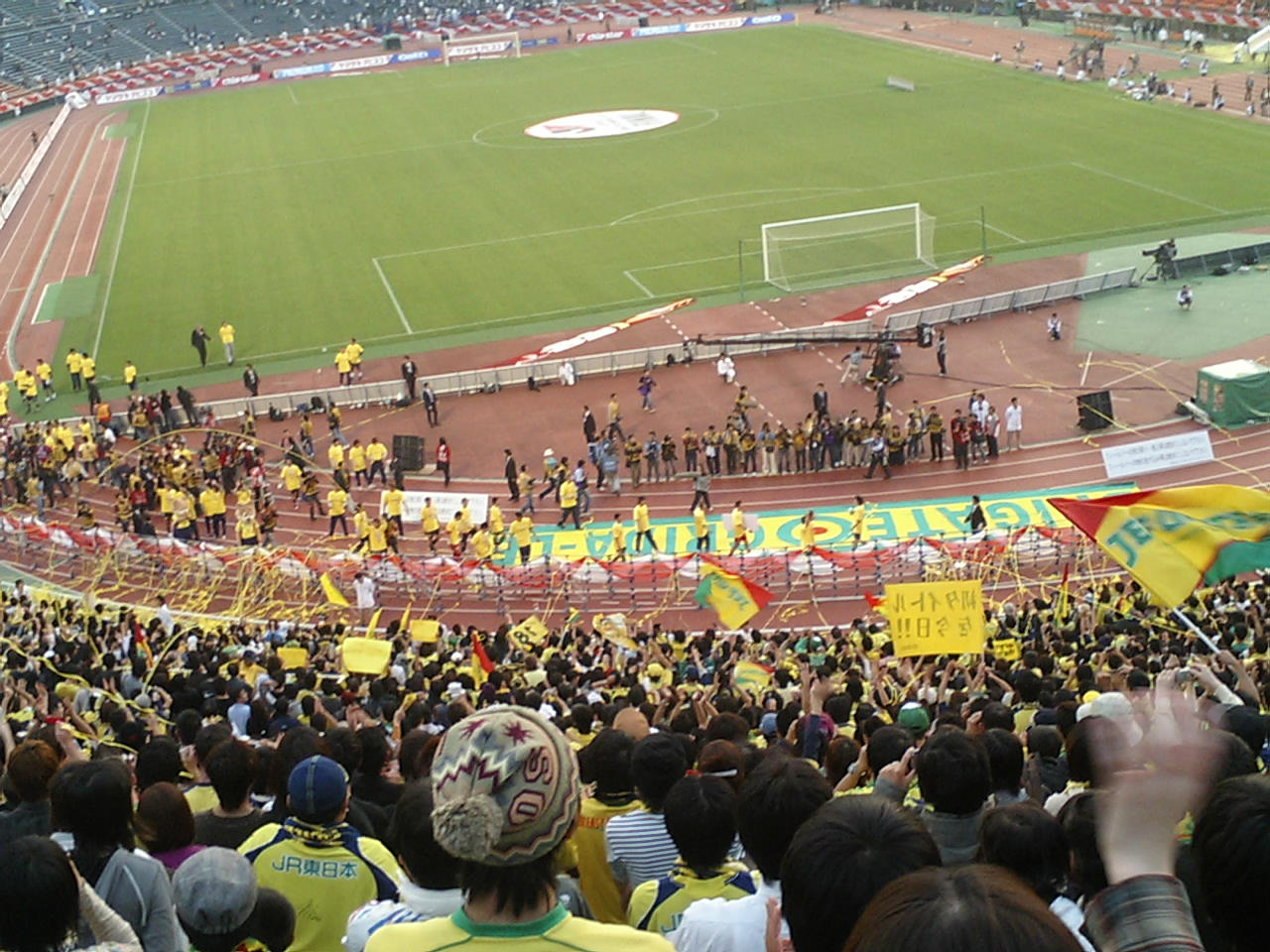
Final da edição 2005.

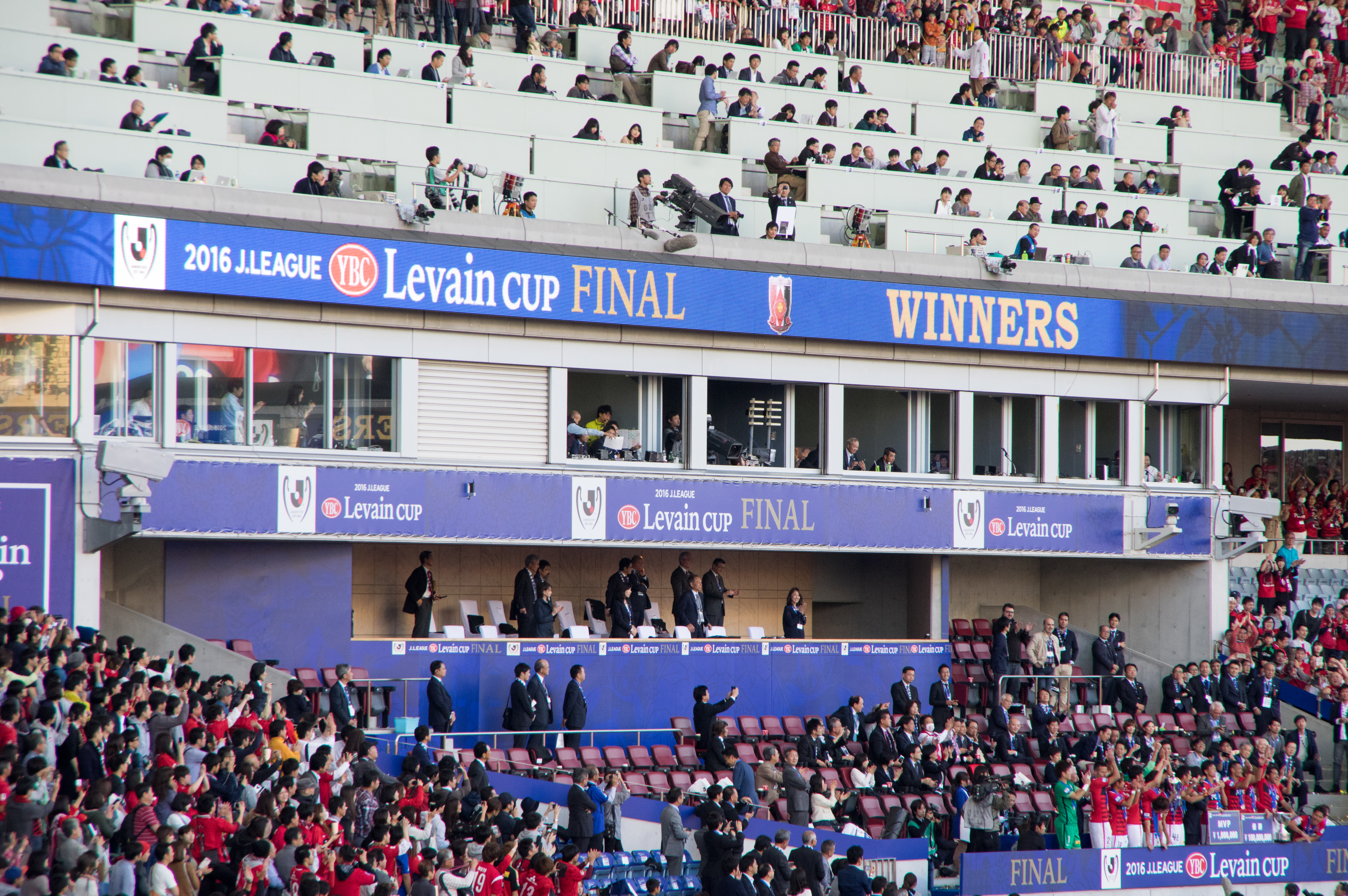
YBC

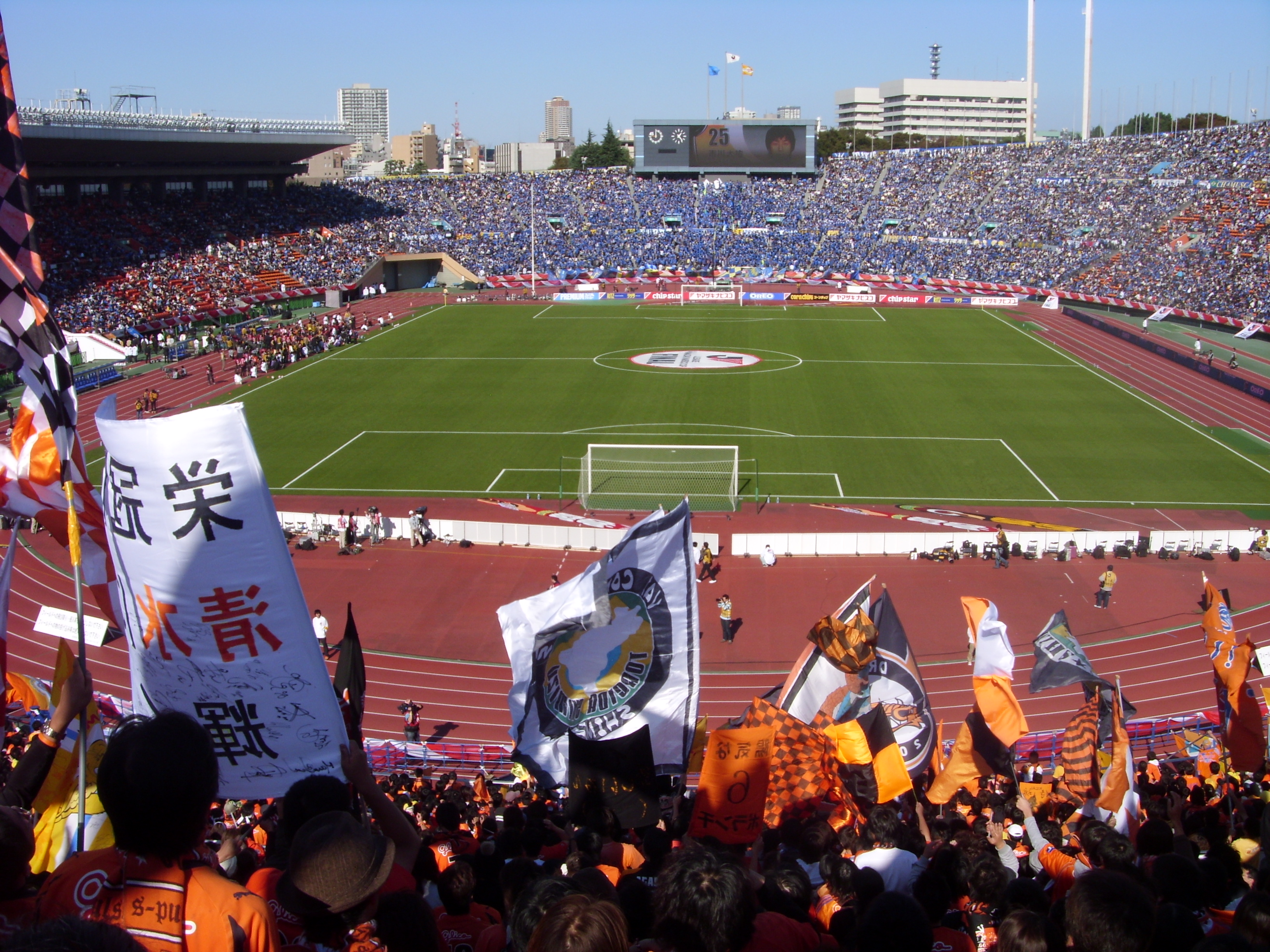
Final da edição 2008.

## Campeões
| Ano           | Campeão            | Placar        | Vice-campeão        | Estádio                   |
| ------------- | ------------------ | ------------- | ------------------- | ------------------------- |
| 1992 Detalhes | Tokyo Verdy        | 1–0           | Shimizu S-Pulse     | Olímpico de Tóquio        |
| 1993 Detalhes | Tokyo Verdy        | 2–1           | Shimizu S-Pulse     | Olímpico de Tóquio        |
| 1994 Detalhes | Tokyo Verdy        | 2–0           | Júbilo Iwata        | Kobe Universiade Memorial |
| 1996 Detalhes | Shimizu S-Pulse    | 3–3 (5–4 pen) | Tokyo Verdy         | Olímpico de Tóquio        |
| 1997 Detalhes | Kashima Antlers    | 2–1 5–1       | Júbilo Iwata        | Yamaha                    |
| 1997 Detalhes | Kashima Antlers    | 2–1 5–1       | Júbilo Iwata        | Kashima                   |
| 1998 Detalhes | Júbilo Iwata       | 4–0           | JEF Ichihara        | Olímpico de Tóquio        |
| 1999 Detalhes | Kashiwa Reysol     | 2–2 (5–4 pen) | Kashima Antlers     | Olímpico de Tóquio        |
| 2000 Detalhes | Kashima Antlers    | 2–0           | Kawasaki Frontale   | Olímpico de Tóquio        |
| 2001 Detalhes | Yokohama Marinos   | 0–0 (3–1 pen) | Júbilo Iwata        | Olímpico de Tóquio        |
| 2002 Detalhes | Kashima Antlers    | 1–0           | Urawa Red Diamonds  | Olímpico de Tóquio        |
| 2003 Detalhes | Urawa Red Diamonds | 4–0           | Kashima Antlers     | Olímpico de Tóquio        |
| 2004 Detalhes | FC Tokyo           | 0–0 (4–2 pen) | Urawa Red Diamonds  | Olímpico de Tóquio        |
| 2005 Detalhes | JEF Chiba          | 0-0 (5–4 pen) | Gamba Osaka         | Olímpico de Tóquio        |
| 2006 Detalhes | JEF Chiba          | 2–0           | Kashima Antlers     | Olímpico de Tóquio        |
| 2007 Detalhes | Gamba Osaka        | 1–0           | Kawasaki Frontale   | Olímpico de Tóquio        |
| 2008 Detalhes | Oita Trinita       | 2–0           | Shimizu S-Pulse     | Olímpico de Tóquio        |
| 2009 Detalhes | FC Tokyo           | 2–0           | Kawasaki Frontale   | Olímpico de Tóquio        |
| 2010 Detalhes | Júbilo Iwata       | 5–3 (pro)     | Sanfrecce Hiroshima | Olímpico de Tóquio        |
| 2011 Detalhes | Kashima Antlers    | 1-0 (pro)     | Urawa Red Diamonds  | Olímpico de Tóquio        |
| 2012 Detalhes | Kashima Antlers    | 2-1           | Shimizu S-Pulse     | Olímpico de Tóquio        |
| 2013 Detalhes | Kashiwa Reysol     | 1-0           | Urawa Red Diamonds  | Olímpico de Tóquio        |
| 2014 Detalhes | Gamba Osaka        | 3-2           | Sanfrecce Hiroshima | Saitama                   |
| 2015 Detalhes | Kashima Antlers    | 3-0           | Gamba Osaka         | Saitama                   |
| 2016 Detalhes | Urawa Red Diamonds | 1-1 (5–4 pen) | Gamba Osaka         | Saitama                   |
| 2017 Detalhes | Cerezo Osaka       | 2–0           | Kawasaki Frontale   | Saitama                   |
| 2018 Detalhes | Shonan Bellmare    | 1–0           | Yokohama Marinos    | Saitama                   |
| 2019 Detalhes | Kawasaki Frontale  | 3-3 (5-4 pen) | Consadole Sapporo   | Saitama                   |
| 2020 Detalhes | FC Tokyo           | 2-1           | Kashiwa Reysol      | Nacional do Japão         |
| 2021 Detalhes | Nagoya Grampus     | 2-0           | Cerezo Osaka        | Saitama                   |
| 2022 Detalhes | Cerezo Osaka       | 1-2           | Sanfrecce Hiroshima | Nacional do Japão         |
| 2023 Detalhes | Avispa Fukuoka     | 2-1           | Urawa Red Diamonds  | Nacional do Japão         |
| 2024 Detalhes | Nagoya Grampus     | 3-3 (5-4 pen) | Albirex Niigata     | Nacional do Japão         |

## Títulos por clube
| Clube               | Títulos                                | Vice-campeão                     |
| ------------------- | -------------------------------------- | -------------------------------- |
| Kashima Antlers     | 6 (1997, 2000, 2002, 2011, 2012, 2015) | 3 (1999, 2003, 2006)             |
| Tokyo Verdy         | 3 (1992, 1993, 1994)                   | 1 (1996)                         |
| FC Tokyo            | 3 (2004, 2009 2020)                    | 0                                |
| Urawa Red Diamonds  | 2 (2003, 2016)                         | 5 (2002, 2004, 2011, 2013, 2023) |
| Gamba Osaka         | 2 (2007, 2014)                         | 3 (2005, 2015, 2016)             |
| Júbilo Iwata        | 2 (1998, 2010)                         | 3 (1994, 1997, 2001)             |
| JEF United Chiba    | 2 (2005, 2006)                         | 1 (1998)                         |
| Kashiwa Reysol      | 2 (1999, 2013)                         | 1 (2020)                         |
| Nagoya Grampus      | 2 (2021, 2024)                         | 0                                |
| Kawasaki Frontale   | 1 (2019)                               | 4 (2000, 2007, 2009, 2017)       |
| Shimizu S-Pulse     | 1 (1996)                               | 4 (1992, 1993, 2008, 2012)       |
| Cerezo Osaka        | 1 (2017)                               | 2 (2021, 2022)                   |
| Sanfrecce Hiroshima | 1 (2022)                               | 2 (2010, 2014)                   |
| Yokohama F. Marinos | 1 (2001)                               | 1 (2018)                         |
| Avispa Fukuoka      | 1 (2023)                               | 0                                |
| Oita Trinita        | 1 (2008)                               | 0                                |
| Shonan Bellmare     | 1 (2018)                               | 0                                |
| Albirex Niigata     | 0                                      | 1 (2024)                         |
| Consadole Sapporo   | 0                                      | 1 (2019)                         |

## Artilheiros
| Ano  | Jogador           | Gols | Clube               |
| ---- | ----------------- | ---- | ------------------- |
| 2010 | Gilsinho          | 5    | Júbilo Iwata        |
| 2011 | Ranko Despotović  | 4    | Urawa Red Diamonds  |
| 2012 | Yuya Osako        | 7    | Kashima Antlers     |
| 2013 | Marquinhos        | 7    | Yokohama F. Marinos |
| 2014 | Cristiano         | 6    | Ventforet Kofu      |
| 2015 | Kazuma Watanabe   | 7    | Vissel Kobe         |
| 2016 | Toshiyuki Takagi  | 4    | Urawa Red Diamonds  |
| 2017 | Crislan           | 5    | Vegalta Sendai      |
| 2018 | Sho Ito           | 5    | Yokohama F. Marinos |
| 2019 | Suzuki Musashi    | 7    | Consadole Sapporo   |
| 2020 | Yu Kobayashi      | 4    | Kawasaki Frontale   |
| 2021 | Sho Inagaki       | 4    | Nagoya Grampus      |
| 2021 | Kasper Junker     | 4    | Urawa Red Diamonds  |
| 2021 | Teruhito Nakagawa | 4    | Yokohama F. Marinos |
| 2021 | Adaílton          | 4    | FC Tokyo            |
| 2022 | Júnior Santos     | 6    | Sanfrecce Hiroshima |
| 2023 | Noriyoshi Sakai   | 4    | Nagoya Grampus      |
| 2023 | Asahi Uenaka      | 4    | Yokohama F. Marinos |
| 2024 | Motoki Nagakura   | 6    | Albirex Niigata     |